# Ministerstwo Lotnictwa Rzeszy

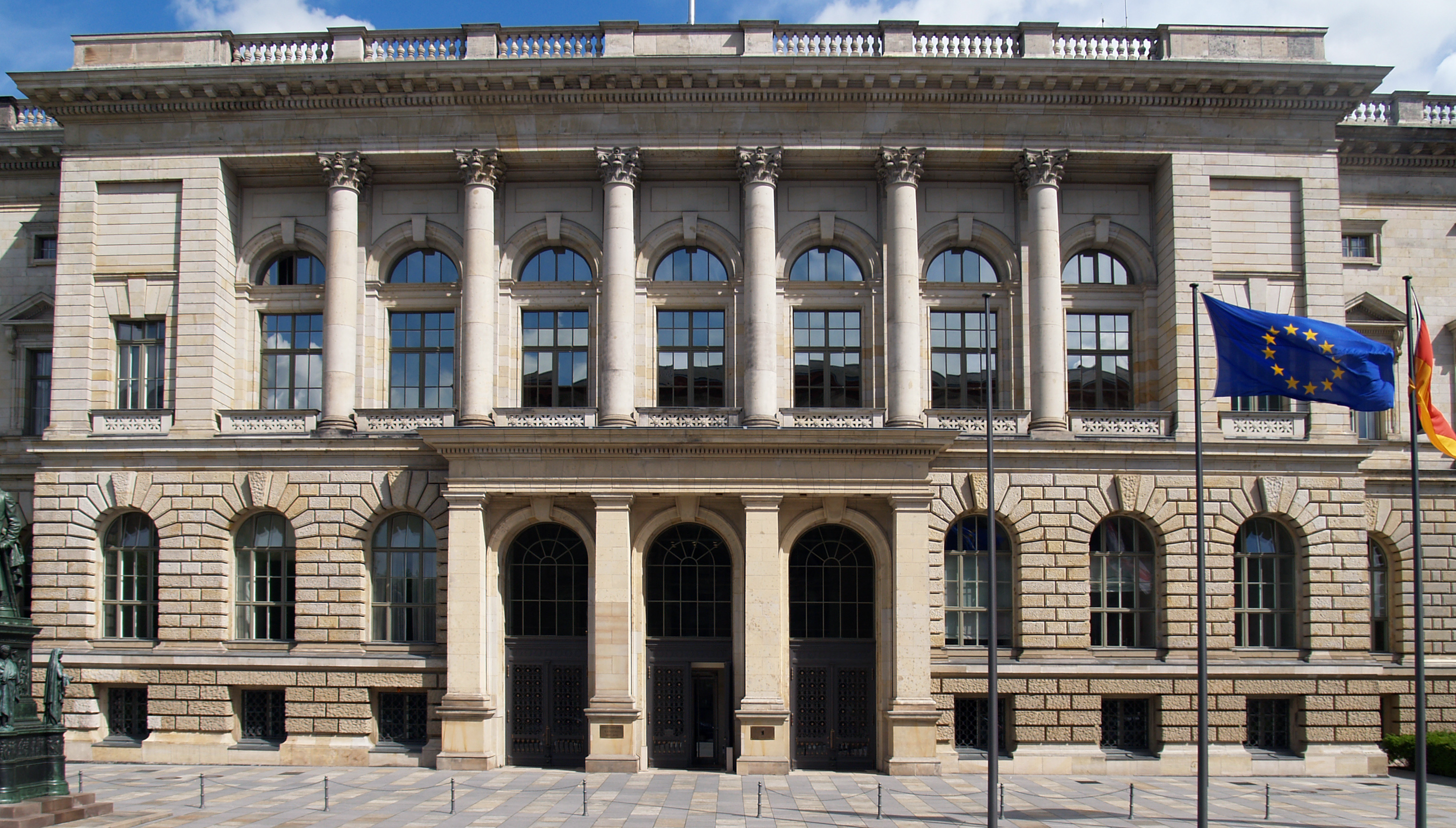
Dom Lotnika (Haus der Flieger) w budynku b. Pruskiego Landtagu

Ministerstwo Lotnictwa Rzeszy (niem. Reichsluftfahrtministerium, w skrócie RLM) – ministerstwo lotnictwa w okresie nazistowskich Niemiec (1933–1945). Jest to również oryginalna nazwa kompleksu budynków Detlev Rohwedder-Haus przy Wilhelmstraße 81-85, obecnie 97, w centrum Berlina, w którym obecnie mieści się Federalne Ministerstwo Finansów (Bundesministerium der Finanzen).
Ministerstwo było odpowiedzialne za rozwój i produkcję samolotów nie tylko dla niemieckich Sił Powietrznych (Luftwaffe), ale także dla lotnictwa cywilnego. 
W kompleksie budynków ministerstwa swoją siedzibę miało też Wyższe Dowództwo Sił Lotniczych (Oberkommando der Luftwaffe). Do celów reprezentacyjnych wykorzystywano pobliski budynek b. Pruskiego Landtagu (Preußischer Landtag) z 1898 przy Leipziger Straße i Niederkirchnerstraße, ówcześnie nazywany Domem Lotnika (Haus der Flieger).